# Ryświanka
Ryświanka – wieś na Ukrainie w rejonie korzeckim obwodu rówieńskiego.